# Дарваза
Дарваза́ (туркм. Garagum ýalkymy — «Сияние Каракумов») — кратер с горящим природным газом диаметром приблизительно 60 метров и глубиной около 20 метров в Каракумах, в 90 км от аула Ербент в Дашогузском велаяте Туркменистана. Местные жители и путешественники называют его «Дверью в преисподнюю», или «Вратами ада» (туркм. jähenneme açylan gapy).

## История
В 1971 году возле поселения Дарваза в Туркменской ССР советские геологи обнаружили скопление подземного газа. В результате раскопок и бурения разведочной скважины геологи наткнулись на подземную каверну (пустоту), в которую затем обвалились верхние слои грунта. Буровая вышка со всем оборудованием и транспортом провалилась в образовавшуюся дыру, наполненную газом, люди при этом инциденте не пострадали. Чтобы вредные для людей и скота газы не выходили наружу, их решили поджечь. Геологи предполагали, что пожар через несколько дней потухнет, но ошиблись. С 1971 года природный газ, выходящий из кратера, непрерывно горит днём и ночью.
Ничто, попавшее вовнутрь, уже не может выбраться. Любое живое существо обречено. Попав в загробный мир через эти «двери», никто не может выбраться. Гудящий и пышущий горячим воздухом кратер диаметром 60 и глубиной 20 метров. Газ идёт из-под земли, разделяясь на сотни горящих разновеликих факелов. В некоторых факелах языки пламени достигают 10—15 метров в высоту.
В 2004 году поселение Дарваза по решению президента Туркменистана Сапармурата Ниязова было ликвидировано.
В 2010 году президент Туркменистана Гурбангулы Бердымухамедов посетил кратер и приказал местным властям найти способы избавиться от него или убедиться, что он не помешает разработке близлежащих газовых месторождений. В 2013 году по указу президента в пустыне Каракумы был создан государственный природный заповедник, включая кратер Дарваза.
В ноябре 2013 года известный путешественник и исследователь Джордж Коронис из Канады спустился на дно кратера для проведения исследований и сбора образцов. Ему удалось найти бактерии, которые живут на дне кратера при высоких температурах. Эти бактерии не встречаются нигде на поверхности Земли и чувствуют себя превосходно, живя в небольшой экосистеме на дне раскалённого кратера.

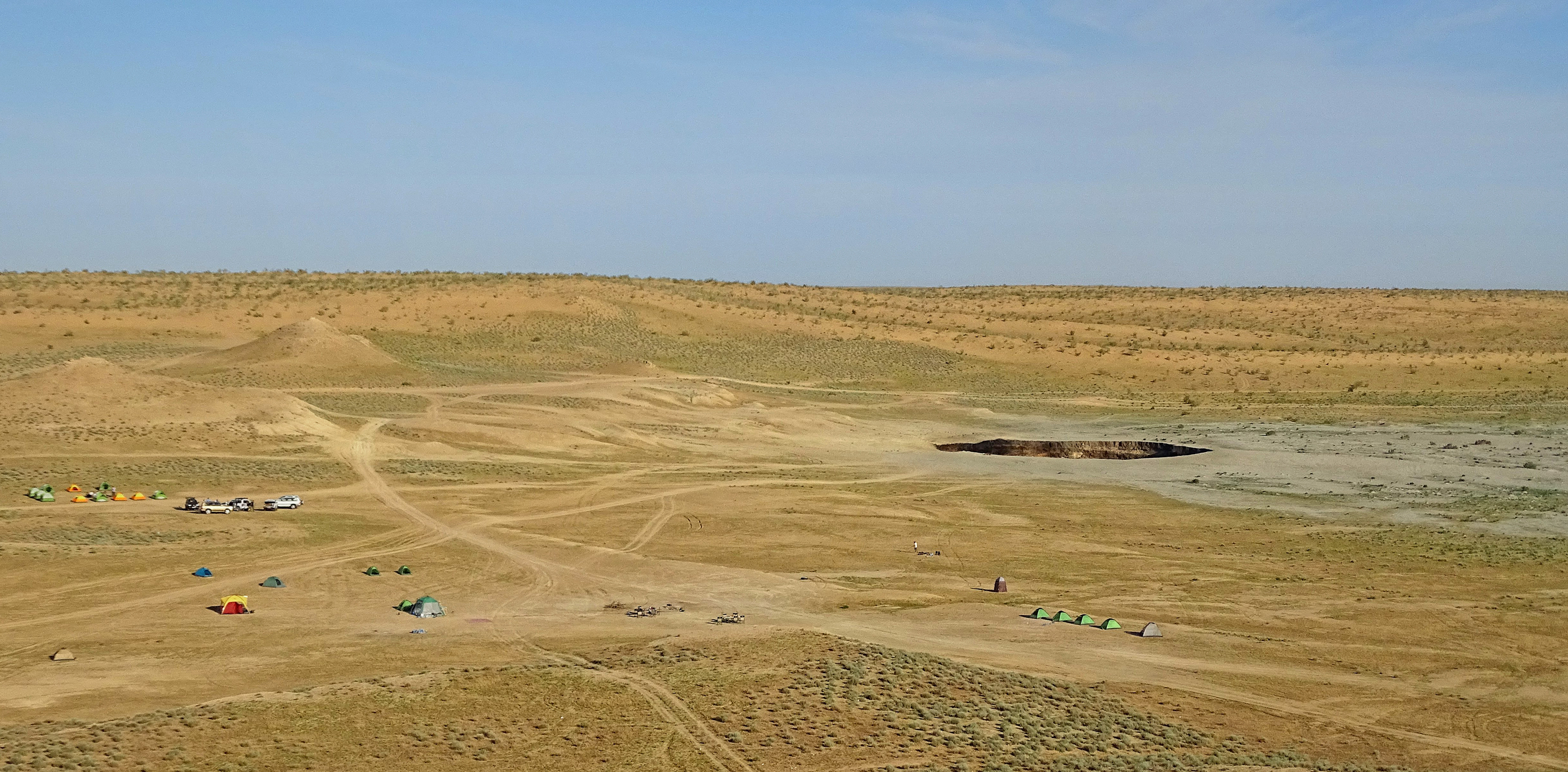
Дарваза и окрестности в 2015 году

По состоянию на 2014 год Государственный комитет Туркменистана по туризму рассматривал кратер как местную достопримечательность для привлечения туристов, особенно из зарубежных стран.
В 2019 году президент Гурбангулы Бердымухамедов, побывав у кратера в ходе протяжённого заезда по Каракумам, отметил, что удивительный уголок «Сияние Каракумов» (таково официально принятое в стране название кратера) — феномен, который должен быть научно изучен и может открыть ещё многие тайны туркменской земли и её недр.
7 января 2022 года Гурбангулы Бердымухамедов дал поручение вице-премьеру Шахыму Абрахманову, курирующему нефтегазовый комплекс, найти с помощью учёных способ потушить кратер, а при необходимости привлечь и зарубежных специалистов. Глава государства отметил, что сгорание огромного количества газа негативно сказывается на экологии и на здоровье проживающих рядом людей, кроме того, расходуется природный газ, от которого можно получать значительную прибыль.
Недавние наблюдения (2024) показывают, что интенсивность пламени в кратере значительно снизилась по сравнению с предыдущими годами. Это может свидетельствовать о постепенном исчерпании запасов газа, питающих огонь.

## Другие провалы в этом районе
Недалеко от горящего кратера находятся ещё два провала аналогичного происхождения. Эти кратеры не горят, давление газа здесь гораздо слабее. На дне одного из кратеров — пузырящаяся жидкая грязь светло-серого цвета, на дне другого — жидкость бирюзового оттенка.
Специалисты утверждают, что с помощью наклонно-направленного бурения из более плотных участков две из трёх залежей могут эксплуатироваться (судя по всему, запасы здесь промышленные — в частности, газ залегает довольно близко к поверхности земли). Недалеко от огненного кратера есть несколько законсервированных скважин с остатками устьевой арматуры, и снова ввести их в строй нетрудно. Однако на участке с «бирюзовым» озером, где в пласте допущен водогазовый контакт, добыча, по-видимому, уже невозможна.